# Коуплэнд, Майкл
Майкл Коуплэнд (англ. Michael Cowpland) — канадский предприниматель британского происхождения, основатель компании Corel.
Родился 23 апреля 1943 года в Бексхилл-он-Си, графство Сассекс. Получил степень бакалавра в Имперском колледже в Лондоне.
В 1946 году переехал в Канаду. В 1968 году получил степень магистра в Карлтонский университет в Оттаве, в 1973 — степень доктора наук там же.
В 1985 основал компанию Corel (сокращение от Cowpland Research Laboratory) со штаб-квартирой в Оттаве. Успех компании пришёл в 1989 году с выпуском графического редактора CorelDRAW.
В августе 2000 года Коуплэнд покинул Corel.